# ایوان آلن جونیور
ایوان ارنست آلن جونیور (.Ivan Earnest Allen Jr) (زاده ۱۵ مارس ۱۹۱۱ – درگذشت ۲ ژوئیه ۲۰۰۳)، تاجری آمریکایی بود که دو دوره به عنوان پنجاه و دومین شهردار آتلانتا در جریان جنبش حقوق مدنی آمریکا در دههٔ ۱۹۶۰، خدمت کرد. آلن طرح رهبر محوری را برای تبدیل جنوب قدیمی (ایالت‌های جنوب ایالات متحده) جدا شده و راکد اقتصادی به جنوب مترقی جدید، ارائه کرد.
آلن در ۱۹۴۶ هدایت شرکت ایوان آلن که دفتر تجاری پدرش بود را برعهده گرفت و در طی سه سال برای این شرکت، درآمد چندین میلیون دلاری سالانه را به ارمغان آورد. در ۱۹۶۱، او یک مقاله سفید برای احیای آتلانتا نوشت. این برنامه توسط اتاق بازرگانی آتلانتا پذیرفته شد و به برنامه شش ماده‌ای آتلانتا تبدیل شد. این طرح، نقشه راه او، به عنوان شهردار، برای ایجاد یک موج اقتصادی بود که زیرساخت‌ها، تجارت، آموزش، هنر، ورزش و حضور بین‌المللی را که پایه‌های آتلانتای مدرن هستند، ایجاد می‌کرد. آلن یکی از اعضای مؤسس باشگاه تجاری با نفوذ آتلانتا بود که تا زمان فوتش در ۲۰۰۳، ریاست آن را بر عهده داشت. او در ۱۹۶۱ رئیس اتاق بازرگانی شهر شد و در همان سال برای سمت شهردار نامزد شد و جدایی‌طلب سرسخت، لستر مادوکس، را شکست داد.
او در اولین روز مسئولیت خود، دستور حذف تمام تابلوهای «سفید» و «رنگی» را از تأسیسات شهرداری صادر کرد. اتحادهای نژادی ایجاد شده توسط آلن، با مارتین لوتر کینگ جونیور و دیگران در جامعه آفریقایی‌آمریکایی، همراه با حمایت او از اسکان عمومی آمریکایی‌های آفریقایی‌تبار در جامعه سفیدپوستان، به آلن اجازه داد تا در تلاطم ادغام نژادی، بدون خشونتی که در بسیاری از شهرهای جنوبی رخ داد، آتلانتا را هدایت کند. به دستور رئیس‌جمهور، جان اف کندی، آلن در مقابل کنگره، به نمایندگی از آنچه به قانون حقوق مدنی ۱۹۶۴ تبدیل شد، شهادت داد. او تنها سیاستمدار سفیدپوست جنوبی بود که این کار را انجام داد. پس از شهادت او، آلن و خانواده‌اش در معرض تهدید مرگ قرار گرفتند و به مدت یک سال به حفاظت پلیس نیاز داشتند.

## اوایل زندگی
ایوان ارنست آلن جونیور در ۱۵ مارس ۱۹۱۱ در آتلانتا به دنیا آمد و تنها پسر ایوان آلن پدر (۱۸۷۶–۱۹۶۸) و ایرنه بومونت آلن (۱۸۸۹–۱۹۷۲) بود. پدرش ایوان آلن، بنیانگذار شرکت ایوان آلن (۱۹۰۰) بود، یک فروشگاه لوازم اداری و مبلمان که تا ۱۹۲۵ حدود پنجاه کارمند داشت و یکی از شناخته شده‌ترین مشاغل آتلانتا بود. ایوان آلن پدر همچنین یکی از اعضای مؤسس باشگاه روتاری آتلانتا بود؛ به عنوان رئیس اداره جدید کنوانسیون آتلانتا (۱۹۱۳–۱۹۱۷)، رئیس اتاق بازرگانی آتلانتا (۱۹۱۷)، دو سال (۱۹۱۹–۱۹۱۸) نیز به عنوان سناتور در مجلس قانونگذاری ایالت جورجیا خدمت کرد و خزانه‌دار حزب دموکرات جورجیا در ۱۹۳۶ بود. آلن پدر در تلاش برای جذب سرمایه از شمال برای آتلانتا، کمپین تقویتی اتاق آتلانتا «آتلانتا به جلو» را (۱۹۲۶–۱۹۲۹) رهبری کرد، استراتژی که تقریباً ۷۰۰ کسب‌وکار جدید را به آتلانتا جذب کرد و در خدمت نیز برای آینده آلن جونیور به عنوان یک تاجر و رهبر مدنی، تأثیرگذار بود.
آلن از همان دوران کودکی متوجه شد که خانواده او از نخبگان هستند. او در ۱۹۲۷ شروع به تحصیل در مدرسه بویز کرد و یکی از معدود دانش‌آموزانی بود که ماشین خود را داشت. در همان سال، نام پدرش برای اولین بار در صفحات اجتماعی شهرها، فهرست سالانهٔ نخبگان که در ریچموند، آتلانتا، چارلستون، ساوانا و آگوستا منتشر می‌شد، آمد. او به‌طور مرتب همراه با والدینش در اولین کلیسای پروتستان آتلانتا شرکت می‌کرد و بعدها تا زمان فوتش به عنوان بزرگتر و عضوی فعال در آنجا بود.

## تحصیلات
در ابتدا آلن یک دانش‌آموز بی حال بود. اما در آخرین سال تحصیلی خود در مدرسه بویز، خود را نشان داد و در فهرست افتخاری، جایگاهی را به دست آورد. او در ۱۹۲۹ در دانشکده بازرگانی مؤسسه فناوری جورجیا ثبت‌نام کرد. در اولین سال تحصیلی خود در رشته فناوری جورجیا، او یکی از پنج دانشجویی بود که در میان حدود دو هزار نفر، نمره ای را به دست آورد. او در ۱۹۳۳ با مدرک لیسانس علوم بازرگانی، فارغ‌التحصیل شد.
زمانی که هیئت اداره‌کننده، دانشکده بازرگانی در قسمت فناوری را منحل و آن را به دانشگاه جورجیا منتقل کرد، او یک اعتراض دانشجویی را علیه فرماندار، یوجین تالمج رهبری کرد. در طول یک تابستان به عنوان دانشجوی کالج، به عنوان استاد تنیس راکت‌های بنددار و مشاور برای چادرنشینان جوان، در کمپ گرینبریار در آلدرسون، ویرجینیای غربی کار می‌کرد. او ۵۰۰ دلار دستمزد گرفت و این پول را در سهام کوکاکولا سرمایه‌گذاری کرد که نوشت: «اولین سرمایه‌گذاری و به احتمال بزرگ‌ترین سرمایه‌گذاری من بود».

## حرفه تجاری
پس از فارغ‌التحصیلی از دانشگاه فناوری جورجیا در ۱۹۳۳ در دوران رکود بزرگ، آلن از پذیرفتن پیشنهادها شرکت‌های دیگر امتناع و زندگی خود را وقف تجارت خانوادگی کرد که در آن زمان شرکت ایوان آلن-مارشال نام داشت. تابستان آن سال، او بر روی زیرساخت کسب‌وکار، کار می‌کرد که از یک کارمند سیاه‌پوست به نام آرتور رایت یادمی‌گرفت و ماهانه ۱۰۰ دلار درآمد داشت. در آن زمان، این تجارت شامل یک فروشگاه در آتلانتا بود و ۱۹۶ هزار دلار درآمد ناخالص داشت.
پس از جنگ، از پاییز ۱۹۴۵ تا بهار ۱۹۴۶، آلن در مجلس ایالتی کار کرد. در مارس ۱۹۴۶، آلن پدر، از پسرش خواست که به تجارت خانوادگی بازگردد، زیرا شریک او، چارلز مارشال، به دلیل نداشتن وضع سلامتی مناسب تصمیم به بازنشستگی گرفته بود. آلن از سمت خود به عنوان منشی اجرایی فرماندار استعفا داد و در ۱۹۴۶ رئیس شرکت پدرش شد. در ۱۹۴۸، مارشال درگذشت و نیمی از شرکت ایوان آلن-مارشال را برای آلن جونیور به ارث گذاشت و مالکیت شرکت را به خانواده آلن سپرد. تا ۱۹۴۹، این شرکت بیش از دویست کارمند و درآمد سالانه چندین میلیون دلاری داشت. او به همراه پدرش در ۱۹۵۳ نام شرکت را به شرکت ایوان آلن تغییر داد. این شرکت در چهار دههٔ پیش رویش تحت رهبری او و پسر مرحومش، ایوان آلن سوم، شکوفا شد و با ۱۷ دفتر در سراسر جنوب، تبدیل به فروشنده برجسته لوازم اداری و مبلمان در منطقه شد.

## خانواده
ایوان آلن جونیور با لوئیز ریچاردسون آلن (۱۹۱۷–۲۰۰۸)، نوه تاجر ذی‌نفوذ آتلانتا، هیو تی اینمن، در روز سال نو ۱۹۳۶، ازدواج کرد. آن‌ها شصت و شش سال تا زمان فوت آلن، باهم زندگی کردند و صاحب سه پسر شدند.